# Ивановка (Буда-Кошелёвский район)
Ивановка (бел. Іванаўка) — деревня в Морозовичском сельсовете Буда-Кошелёвского района Гомельской области Белоруссии.

## География

### Расположение
В 15 км на юго-запад от районного центра и железнодорожной станции Буда-Кошелёвская (на линии Жлобин — Гомель), 53 км от Гомеля.

### Гидрография
На севере мелиоративные каналы.

## Транспортная сеть
Транспортные связи по просёлочной, затем автомобильной дороге Буда-Кошелёво — Гомель.
Планировка состоит из прямолинейной улицы, ориентированной с юго-востока на северо-запад. Застройка двусторонняя, деревянными домами усадебного типа. В 1987 году построены кирпичные дома на 50 квартир, в которых разместились переселенцы из загрязнённых радиацией мест после Чернобыльской катастрофы.

## История
По письменным источникам известна с XIX века как селение в Недойской волости Рогачёвского уезда Могилёвской губернии. По ревизии 1858 года владение помещика Пересвет-Солтана. Работал хлебозапасный магазин. По переписи 1897 года находились: школа грамоты, 4 ветряные мельницы, круподробилка, кузница, трактир. Больше половины хозяйств занимались изготовлением подвод, телег, саней. В 1909 году 1221 десятин земли, церковно-приходская школа, которая размещалась в наёмном крестьянском доме.
В 1930 году организован колхоз «Общая работа», действовали кузница и шерсточесальня. На фронтах Великой Отечественной войны погибли 86 жителей деревни. В 1959 году в составе колхоза «Новая жизнь» (центр — деревня Глазовка). В 1969—1979 — в составе колхоза имени Максима Горького. Размещены базовая школа, клуб, библиотека, фельдшерско-акушерский пункт, отделение связи, магазин.
До 16 декабря 2009 года в составе Глазовского сельсовета.

## Население

### Численность
- 2004 год — 130 хозяйств, 302 жителя.

### Динамика
- 1858 год — 19 дворов, 216 жителей.
- 1897 год — 81 двор, 645 жителей (согласно переписи).
- 1909 год — 97 дворов, 795 жителей.
- 1925 год — 137 дворов.
- 1959 год — 434 жителя (согласно переписи).
- 2004 год — 130 хозяйств, 302 жителя.